# 346-й мотострілецький полк (РФ)
346-й мотострілецький полк (346 МСП) — тактичне формування Сухопутних військ Російської Федерації. Створений восени 2022 року під час мобілізації у Росії.

## Історія
Основний кістяк особового складу був представлений жителями Владимирської, Курської, Орловської та Липецької областей. Формальна підготовка солдатів велася в Пакіно Ковровського району Владимирської області терміном 18 днів з 23 вересня — 11 жовтня 2022 року. Насправді підготовки ніякої не проводилося.
13 жовтня 2022 року 346-й мотострілецький полк був перекинутий у зону бойових дій у селище Ягідне Куп'янського району Харківської області. У зоні бойових дій бійці були озброєні лише автоматами та лопатами. Там полк зазнав перших втрат, також бійці зіткнулися з поганим постачанням харчування, екіпіруванням, засобами зв'язку, побутовим приладдям. 6 листопада полк передислокували на станцію Куземівка (Луганська область), де вони потрапили під наполегливий вогонь артилерії ЗСУ. Після цього бійці частиною пішли в місце дислокації штабу в Новониканорівці, частиною в Нижню Дуванку, після чого командири намагалися повернути солдатів назад на колишні позиції.
У лютому 2023 346-й мотострілецький полк розформували.